# Maserati Ghibli
Maserati Ghibli es el nombre de tres coches diferentes producidos por el fabricante italiano de automóviles Maserati: el AM115, un gran turismo V8 de 1966 a 1973; el AM336, un coupé V6 biturbo de 1992 a 1998; y el M157, una berlina ejecutiva de 2013 en adelante. 
Ghibli es el nombre árabe libio para el viento cálido y seco del suroeste del desierto libio.

## Ghibli (AM115)
El Ghibli original (Tipo AM115) es un gran turismo 2+2 de dos puertas con motor V8. La revista estadounidense Sports Car International lo nombró número nueve en su lista de los mejores coches deportivos de la década de 1960. 

### Historia

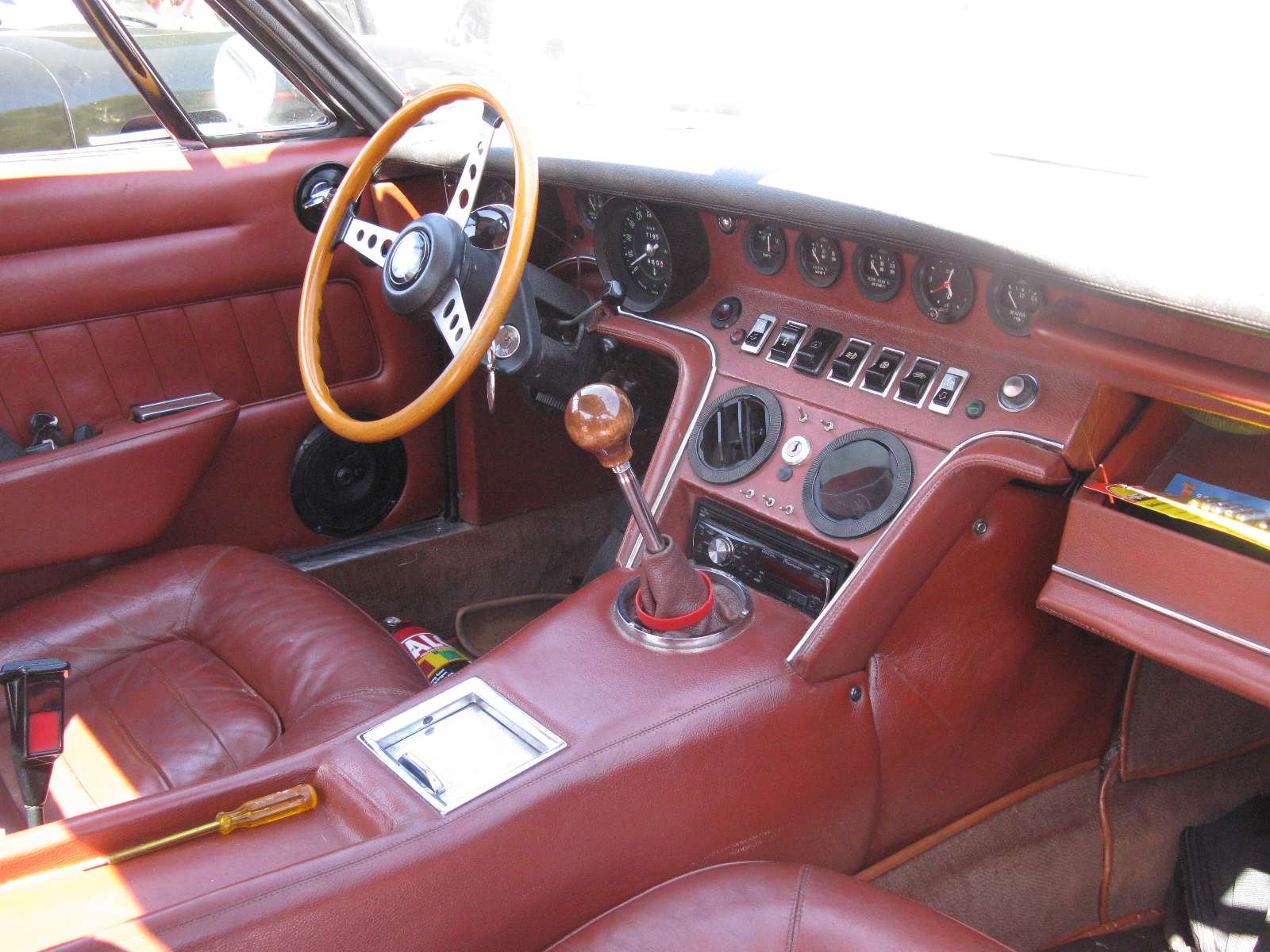
Interior

El Ghibli se presentó por primera vez como un prototipo de 2 plazas en el Salón del Automóvil de Turín de noviembre de 1966. Su carrocería de acero, caracterizada por una nariz baja que recuerda la forma de un tiburón, fue diseñado por un joven Giorgetto Giugiaro, que por entonces trabajaba en Ghia. El automóvil presentaba faros emergentes, asientos deportivos delanteros de cuero y llantas de aleación. Dos asientos traseros que consistían en nada más que un sillín sin respaldo se agregaron al modelo de serie, lo que permitió que el Ghibli se comercializara como un cupé fastback 2+2 de dos puertas. Las entregas comenzaron en marzo de 1967.
El automóvil estaba propulsado por un motor V8 delantero de 4719 cc con cuádruple árbol de levas y cárter seco, acoplado a una transmisión manual ZF de cinco velocidades, con una transmisión automática de tres velocidades opcional. El motor tenía una potencia de 310 CV (228 kW; 306 HP), pasaba de 0-97 km/h en 6,8 segundos y alcanzaba una velocidad máxima de 250 km/h (155 mph). 

#### Spyder

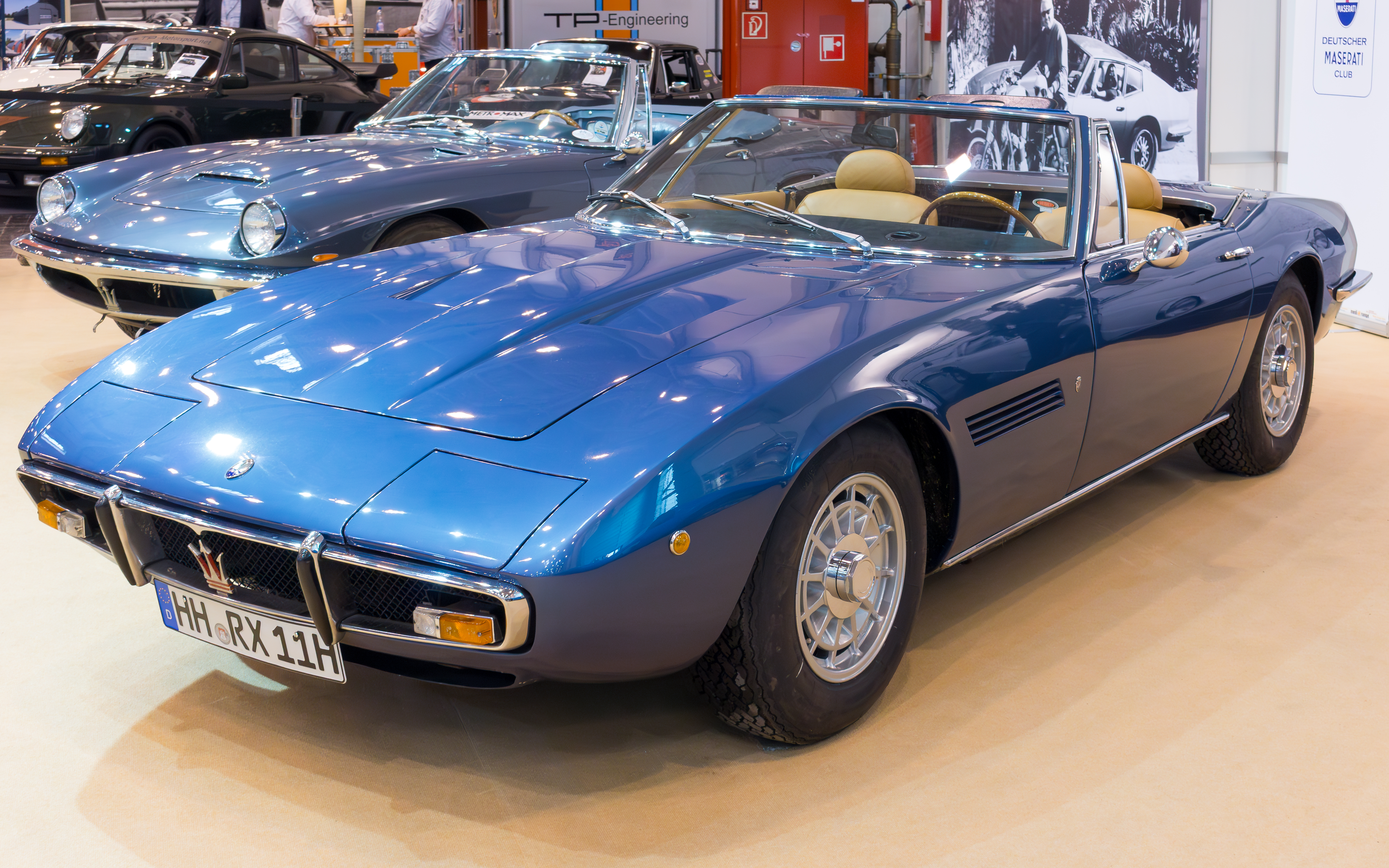
Ghibli Spyder (1969)

El Ghibli Spyder de 2 asientos entró en producción en 1969. Su capota convertible doblada debajo de una cubierta tonneau del color del vehículo, se ajustaba al ras de la carrocería, por detrás de los asientos delanteros. Un techo rígido desmontable estaba disponible como opción.

#### Ghibli SS

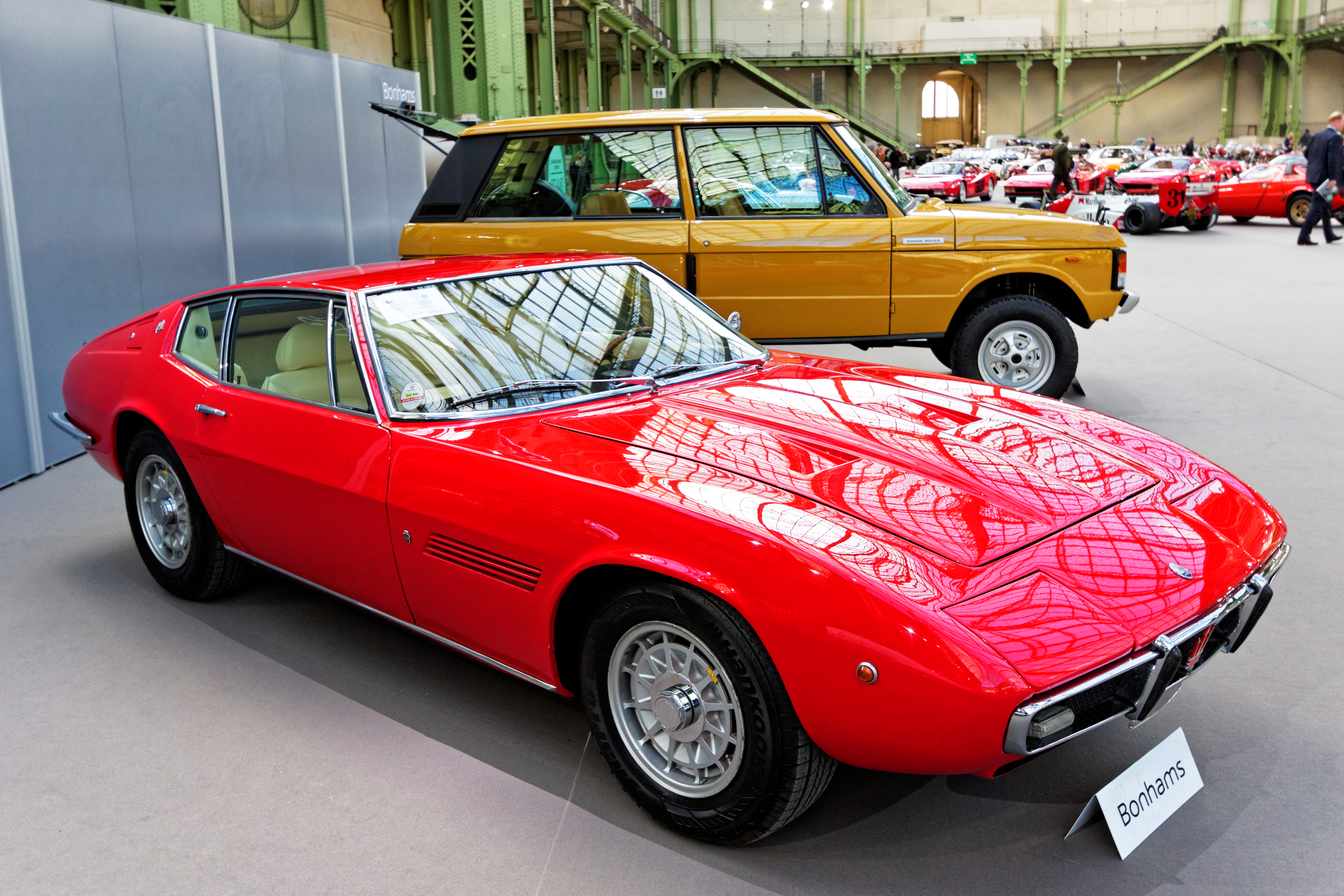
Maserati Ghibli 4,9 litros SS coupé (1970)

El Ghibli SS se introdujo en 1969. Su nuevo motor fue impulsado por 4 4930 cm³ (4,9 L; 300,8 plg³) para desplazar 4930 cm³ (4,9 L; 300,8 plg³). Entregaba 335 CV (246 kW; 330 HP) a 5500 rpm y disponía de un par motor de 481 N·m (355 lb·pie) a 4000 rpm. Su velocidad máxima de 280 km/h (174 mph) lo convirtió en el automóvil de carretera Maserati más rápido jamás producido en ese momento. Los modelos SS tenían una designación adicional/49 (ej. AM115/49). El mismo año se introdujo una versión Spyder. La producción total ascendió a 45 Spyder y 425 cupés.

#### Producción
En total, se produjeron 1170 cupés y 125 Spyder (incluidos 45 Spyder SS). El Ghibli dejó de producirse en 1973; siendo sucedido al año siguiente por el Khamsin, diseñado por Bertone. 

### Especificaciones
El Ghibli utilizó un bastidor tubular con una carrocería separada. La suspensión delantera utilizaba el tipo de doble horquilla, amortiguadores coaxiales y muelles helicoidales, y una barra estabilizadora. En la parte trasera había un eje vivo sobre resortes semielípticos, con un solo brazo de torsión longitudinal, amortiguadores hidráulicos y una barra estabilizadora. Las llantas de magnesio eran estándar, originalmente equipadas con Neumáticos Cinturato Pirelli 205 VR15 (CN72), mientras que las ruedas de radios de alambre Borrani eran opcionales. Incluso para los estándares de su época y su clase, el automóvil consumía grandes volúmenes de combustible, pero Maserati equipó el automóvil con dos tanques de combustible independientes de 50 litros (13,2 galAm; 11,0 impgal), que podían llenarse a través de unas tomas situadas a ambos lados de los pilares del techo. 
| Modelo    | Tipo de motor | Cilindrada                   | Potencia                | Par motor              | Sistema de combustible                                                               |
| --------- | ------------- | ---------------------------- | ----------------------- | ---------------------- | ------------------------------------------------------------------------------------ |
| Ghibli    | V8 DOHC       | 4719 cm³ (4,7 L; 288 plg³)   | 310 CV (228 kW; 306 HP) | 40,1 kg·m (290 lb·pie) | 4 carburadores Weber verticales de doble estrangulador 40 DCNF/5 (42 DCNF/9 en 1969) |
| Ghibli SS | V8 DOHC       | 4930 cm³ (4,9 L; 300,8 plg³) | 335 CV (246 kW; 330 HP) | 49 kg·m (354 lb·pie)   | 4 carburadores Weber verticales de doble estrangulador 42 DCNF / 11                  |

## Ghibli (AM336)
El nombre Ghibli reapareció con la presentación en 1992 del Ghibli (Tipo AM336), un cupé de dos puertas y cuatro plazas que se ofrecía con motores V6 biturbo. Al igual que el buque insignia de la marca, el Shamal V8, fue una evolución de los anteriores cupés Biturbo; de los que se reutilizó el interior y la base de la carrocería. 

### Historia
El Ghibli se lanzó en el 62.º Salón del Automóvil de Turín en abril de 1992. Estaba propulsado por motores actualizados de 24 válvulas con doble turbocompresor que se habían usado en la gama Biturbo: un V6 de 2.0 litros acoplado a una transmisión manual de seis velocidades para el mercado italiano, y un V6 de 2.8 litros para el mercado de exportación, al principio junto con una caja de cambios manual de 5 velocidades, y luego a partir de 1995 con una de 6 velocidades. La caja automática de 4 velocidades era opcional. El coupé fue construido para el lujo y el rendimiento, y su interior presentaba tapicería de Cuero Connolly y molduras de madera de raíz de olmo. 

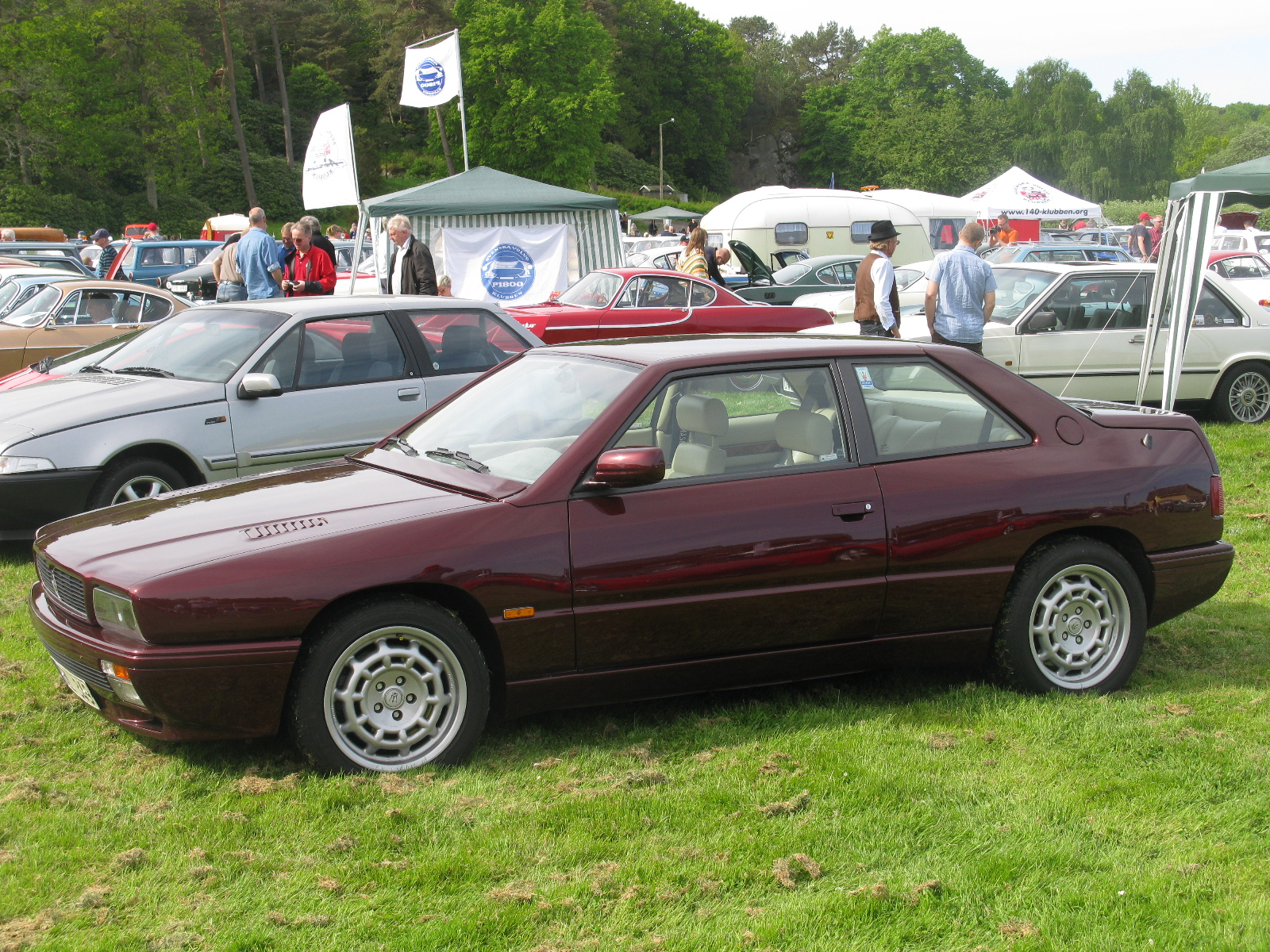
Ghibli de 1994

En el Salón del Automóvil de Ginebra de 1994, Maserati lanzó un Ghibli actualizado. Se agregaron un interior renovado, nuevos espejos retrovisores, llantas de aleación de 17 pulgadas más anchas y grandes de un nuevo diseño, suspensión electrónica totalmente ajustable y frenos ABS. El coche de carreras monomarca Ghibli Open Cup se anunció a finales de 1994. 
En 1995 se introdujeron dos versiones deportivas. El primero fue el Ghibli Kit Sportivo, cuyo kit homónimo incluía neumáticos más anchos en las ruedas de llanta dividida OZ "Futura III", resortes, amortiguadores y barras estabilizadoras específicos.
La segunda fue la Ghibli Cup de edición limitada, que incorporó algunas características del modelo de competición de la Open Cup a un coche de carretera; debutó en el Salón del Automóvil de Bolonia de diciembre de 1995. Tenía un motor de 1996 centímetros cúbicos (2 L), con una potencia nominal de 330 CV (243 kW; 325 HP).

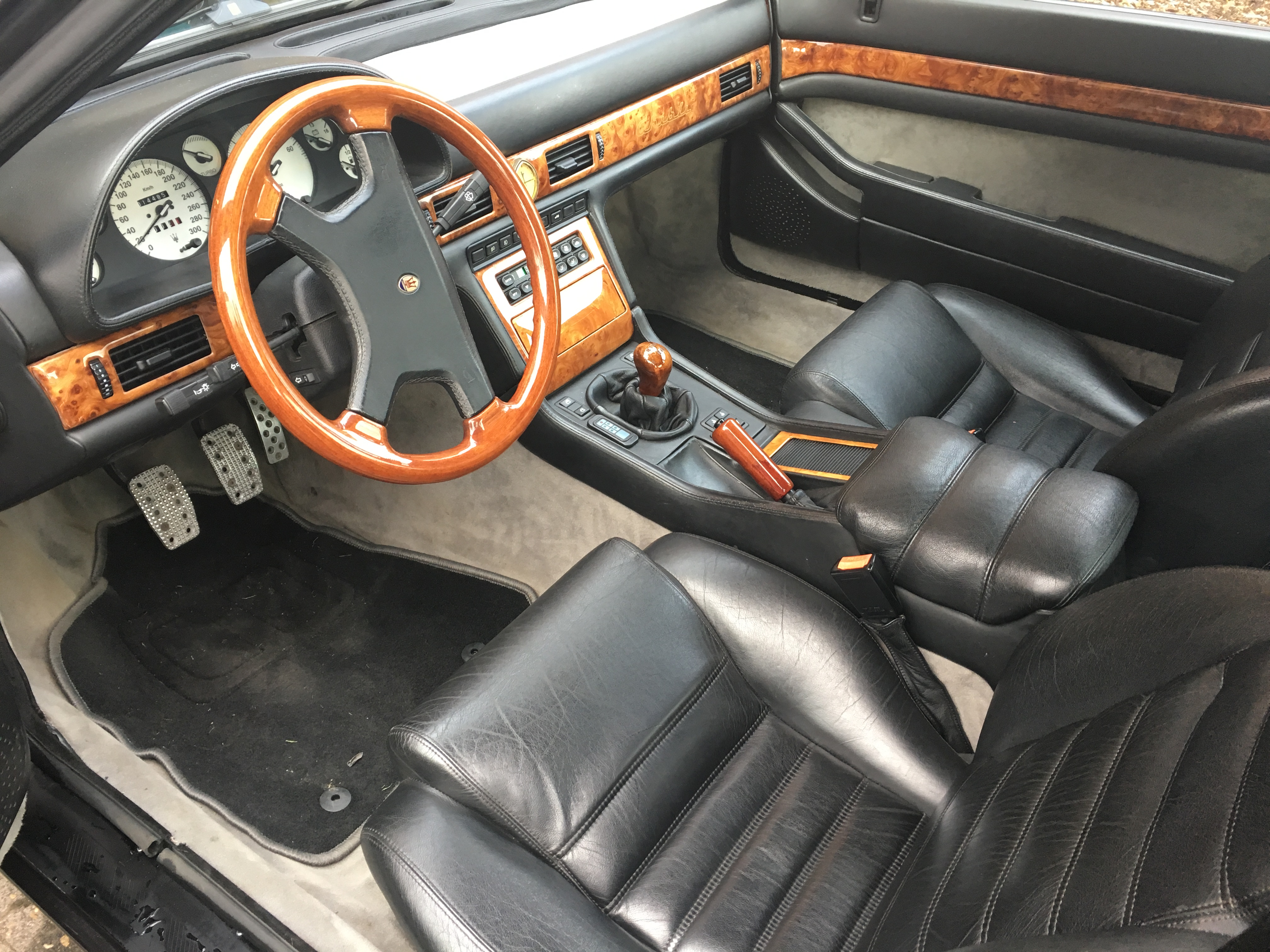
Interior

En ese momento, el Ghibli Cup tenía la potencia específica más alta de todos los coches de calle, con 165,3 CV (163 HP; 121,6 kW) por litro, superando al Bugatti EB110 y al Jaguar XJ220. Las mejoras del chasis incluyeron suspensión ajustada y frenos Brembo. Visualmente, el Cup era reconocible por sus llantas Speedline de 5 radios divididas e insignias en las puertas. Solo estaba disponible en cuatro colores exteriores: rojo, blanco, amarillo y azul francés. El aspecto deportivo se mantuvo en la cabina, utilizando cuero negro, molduras de fibra de carbono, pedales de aluminio y un volante MOMO. 

#### Ghibli GT
Una segunda ronda de mejoras se materializó en el Ghibli GT en 1996. Estaba equipado con llantas de aleación de 17" con 7 radios, carcasas de los faros negras y modificaciones en la suspensión y la transmisión. 
El 4 de noviembre de 1996, en el lago de Lugano, Guido Cappellini batió el récord mundial de velocidad en el agua del kilómetro lanzado en la clase de 5 litros, pilotando una lancha rápida de casco compuesto propulsada por el biturbo V6 del Ghibli Cup, perteneciente al Equipo Primatist/Special de Bruno Abbate. El barco recorrió el kilómetro a una velocidad media de 216,703 kilómetros por hora (134,7 mph). Para celebrar el récord mundial, Maserati fabricó 60 Ghiblis de edición especial denominados Ghibli Primatist, con pintura especial azul ultramar y un interior adornado con cuero de dos tonos azul/turquesa y molduras de nogal pulido. 
La producción de la segunda generación de Ghibli terminó en el verano de 1998. Fue reemplazado en la gama Maserati por el 3200 GT .

### Ghibli Open Cup
Una serie de carreras monomarca para el Ghibli, la Open Cup, se llevó a cabo durante dos temporadas: 1995 y 1996. Se prepararon veinticinco autos de carrera Ghibli Open Cup, basados en el modelo de dos litros, con sus motores ajustados a 320 caballos de vapor (235 kW; 316 HP) mediante el uso de turbocompresores con rodamientos de rodillos, un escape de flujo más libre y gestión electrónica del combustible; una jaula antivuelco, asientos de carreras Sparco, un volante de carreras MOMO, pomo y pedales de la palanca de cambios de aluminio, cinturones de 5 puntos, sistema automático de extinción de incendios, un protector de cárter de aluminio, tomas de aire de fibra de carbono, un sistema de combustible modificado y ruedas Speedline de cinco radios completaron el equipamiento. En 1995 se celebraron ocho carreras, dos en Italia y seis en el resto de Europa. En 1996, el automóvil recibió una actualización de modificación, lo que permitía obtener tiempos en ,as pistas similares a los del Ferrari 355 Challenge. Después del final de la temporada de carreras de 1995, varios de los 23 coches originales se utilizaron en eventos nacionales de GT. 

### Especificaciones

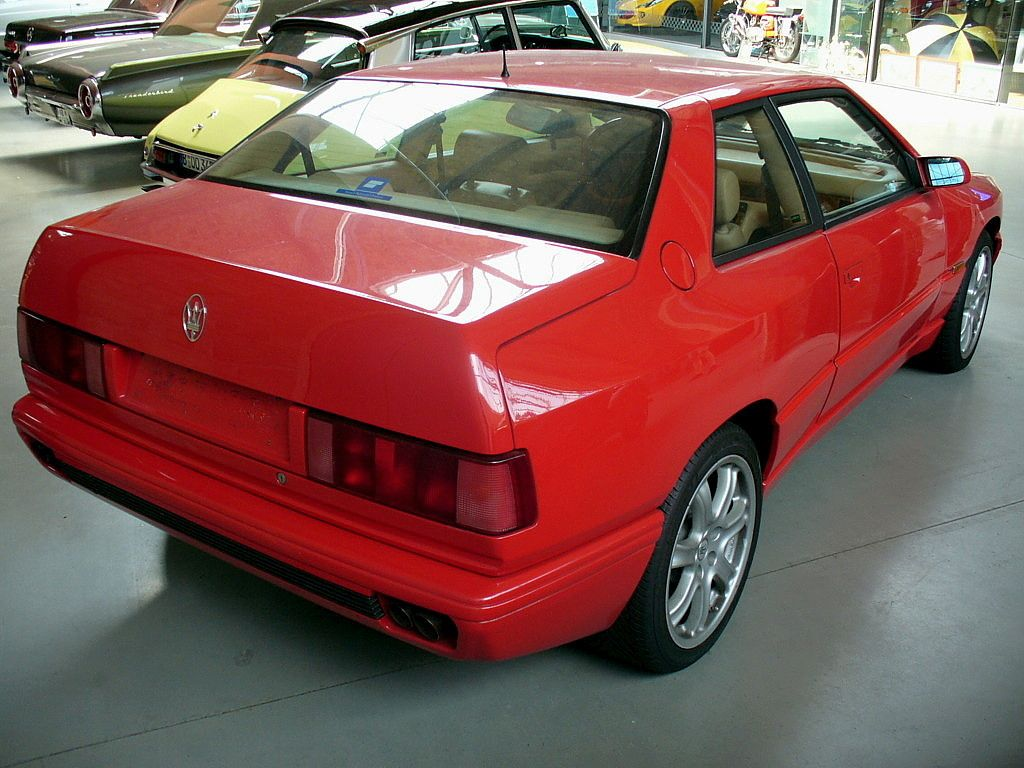
Ghibli GT

Al igual que el Biturbo, el Ghibli tenía una construcción de acero monocasco, con un diseño convencional de tracción trasera y motor delantero montado longitudinalmente. La suspensión era del tipo de puntal MacPherson en la parte delantera y de brazos semirremolcados en la parte trasera, con resortes helicoidales, amortiguadores de doble acción y barras estabilizadoras en ambos ejes. El diferencial y los brazos de suspensión trasera estaban soportados por un bastidor auxiliar aislado con bujes. También contaba con frenos de disco ventilados en las cuatro ruedas y la dirección era de piñón y cremallera servoasistida. 
El propulsor fue la última evolución del motor totalmente de aleación de aluminio de Maserati, un DOHC de 4 válvulas por cilindro V6 a 90°, equipado con dos turbocompresores IHI refrigerados por agua y dos intercoolers aire-aire, uno por cada banco de cilindros. Se utilizó el sistema electrónico de encendido e inyección de combustible Weber-Magneti Marelli IAW. La caja de cambios era una Getrag de 6 velocidades de transmisión manual procedente del Shamal en los coches de 2 litros, mientras que los de 2,8 litros inicialmente utilizaron una caja ZF de 5 velocidades, que era una actualización de la caja de cambios Getrag de 1995. En el eje trasero estaba el diferencial de deslizamiento limitado "Ranger" Torsen del Maserati Biturbo, con un enfriador de aceite adicional. 
| Modelo               | Años      | Cilindrada | Potencia                           | Par máximo                      | Velocidad máxima   | Aceleración 0-100 km/h (0-62 mph) (segundos) | Notas                     | Unidades fabricadas |
| -------------------- | --------- | ---------- | ---------------------------------- | ------------------------------- | ------------------ | -------------------------------------------- | ------------------------- | ------------------- |
| Ghibli 2.0           | 1992-1998 | 2,0        | 306 CV (225 kW; 302 HP) a 6250 rpm | 373 N·m (275 lb·pie) a 3500 rpm | 255 km/h (158 mph) | 5,7                                          | Italia y Europa solamente | 1157                |
| Ghibli 2.8           | 1992-1998 | 2,8        | 284 CV (209 kW; 280 HP) a 6000 rpm | 413 N·m (305 lb·pie) a 3500 rpm | 250 km/h (155 mph) | 6,0                                          |                           | 1063                |
| Ghibli Cup           | 1996-1997 | 2,0        | 330 CV (243 kW; 325 HP) a 6500 rpm | 373 N·m (275 lb·pie) a 4000 rpm | 270 km/h (168 mph) | 5,6                                          |                           | 57                  |
| Primatista de Ghibli | 1996-1997 | 2,0        | 306 CV (225 kW; 302 HP) a 6250 rpm | 373 N·m (275 lb·pie) a 4250 rpm | 255 km/h (158 mph) | 5,7                                          |                           | 60                  |

## Ghibli (M157)
La actual tercera generación del Ghibli (Tipo M157) se presentó en el Salón del Automóvil de Shanghái de 2013. Se ofrece con tres motores V6 de 3.0 litros diferentes: un 330 caballos de vapor (243 kW; 325 HP) biturbo o 410 caballos de vapor (302 kW; 404 HP) gasolina y un 275 caballos de vapor (202,3 kW; 271,2 HP) turbodiésel, lo que convierte al Ghibli en el primer automóvil de producción en serie de Maserati propulsado por un motor diésel. Una transmisión automática de ocho velocidades es estándar en todos los modelos. La tracción total está disponible con el V6 más potente, aunque no en los mercados con volante a la derecha.